# Atelopus pinangoi
Espèce
Statut de conservation UICN

 CR A2ac; B1ab(iii,v) : 
En danger critique
Atelopus pinangoi est une espèce d'amphibiens de la famille des Bufonidae.

## Répartition
Cette espèce est endémique de l'État de Mérida au Venezuela. Elle se rencontre près du village de Piñango entre 2 300 et 2 920 m d'altitude dans la forêt de nuage de la cordillère de Mérida.

## Étymologie
Cette espèce est nommée en référence au lieu de sa découverte, Piñango.

## Publication originale
- Rivero, 1982 "1980" : Notas sobre los anfibios de Venezuela. IV. una nueva especie de Atelopus (Amphibia: Bufonidae) de los Andes, con anotaciones sobre el posible origen del genero en Venezuela. Memoria Sociedad de Ciencias Naturales La Salle, vol. 40, p. 129-139 (texte intégral).